# Jean-Augustin Barral

Jean-augustin Barral

Jean-Augustin Barral (ur. 31 stycznia 1819 w Metz, zm. 10 września 1884 w Fontenay-sous-Bois) – francuski chemik i agronom. Jeden z odkrywców nikotyny.
Był profesorem chemii. Autor licznych dzieł popularyzujących wiedzę naukową, głównie z zakresu rolnictwa i irygacji. Brał udział w rewolucji lutowej po stronie François Arago.
Jego nazwisko pojawiło się na liście 72 nazwisk na wieży Eiffla.